# Universitas Jambi
Universitas Jambi – indonezyjska uczelnia publiczna w mieście Jambi. Została założona w 1963 roku.

## Wydziały
Źródło:
- Fakultas Hukum
- Fakultas Ilmu Budaya
- Fakultas Ilmu Keolahragaan
- Fakultas Keguruan dan Ilmu Pendidikan
- Fakultas Kehutanan
- Fakultas Kesehatan Masyarakat
- Fakultas Pertanian
- Fakultas Peternakan
- Fakultas Sains dan Teknologi
- Fakultas Teknik
- Fakultas Teknologi Pertanian
- Fakultas Kedokteran dan Ilmu Kesehatan
- Fakultas Ilmu Sosial dan Ilmu Politik
- Fakultas Ekonomi Bisnis